# Friona fensa
Friona fensa là một loài tò vò trong họ Ichneumonidae.